# キラリフタリ
「キラリフタリ」は、声優・白石涼子の5作目となるシングル。 2009年5月27日にスターチャイルド（キングレコード）から発売された。

## 概要
2作目のシングル曲「ソラ色のつばさ」以来となるアニメのタイアップが付いたシングル。なお、エンディングテーマのタイアップは初めて。カップリングに収録されている「感じるパワー」は、自身がパーソナリティーを務めた「白石涼子の聞かなきゃ☆そん♪Song!」内で、リスナーから言葉や文章を募集し、白石がまとめて作詞をした。「ソラ色のつばさ」に収録されている「Hi-jump」も同様の方法で白石が作詞をした楽曲である。

## 収録曲

### CD
1. キラリフタリ 
作詞：松井五郎 作曲：岡田実音 編曲：西川進
  - テレビ東京のテレビアニメ『夏のあらし!』エンディングテーマ
2. 感じるパワー 
作詞：白石涼子&そん♪Song!リスナーズ、作曲・編曲：山崎燿
  - 文化放送『白石涼子の聞かなきゃ☆そん♪Song!』テーマソング
3. キラリフタリ（off vocal ver.）
4. 感じるパワー（off vocal ver.）

### DVD
- 「キラリフタリ」PV

## 収録アルバム
- GLITTER